# رونشي دي ليجونياري
رونشي دي ليجونياري، (بالإنجليزية: Ronchi dei Legionari)‏، (بيساكو: رونتشي)،
(اللغة الفريولية: رونكيس)، (السلوفينية: رونكه)، (الألمانية: رونكيس)، هي (بلدية) في مقاطعة غوريتسيا، في فريولي فينيتسيا جوليا، إيطاليا، على بعد حوالي 14 كم (9 ميل) جنوب غرب غوريتسيا، و 30 كم (19 ميل) شمال غرب ترييستي. وهو موقع مطار ترييستي - فريولي فينيتسيا جوليا، المطار التجاري الرئيسي الذي يخدم المنطقة.

## السكان
في سنة 1871 بلغ عدد السكان  نسمة، وتطور العدد ليصل في سنة 2011 لـ 11٬960 نسمة.
يظهر هذا المخطط البياني تطور النمو السكاني لـ رونشي دي ليجونياري

## توأمة
لرونشي دي ليجونياري اتفاقيات توأمة مع كل من:
- Wagna [الإنجليزية]‏
- متليكا